# Wybory do Parlamentu Europejskiego w Finlandii w 2019 roku
Wybory do Parlamentu Europejskiego IX kadencji w Finlandii zostały przeprowadzone 26 maja 2019 roku. Finowie wybrali 13 eurodeputowanych. Frekwencja wyniosła 40,7%.

## Wyniki wyborów
|  | Partia                               | Grupa w PE | Mandaty | Zmiana | Liczba głosów | % głosów | Zmiana |
|  | ------------------------------------ | ---------- | ------- | ------ | ------------- | -------- | ------ |
|  | Partia Koalicji Narodowej            | EPP        | 3       |        | 380 460       | 20,8     | 1,8    |
|  | Liga Zielonych                       | G/EFA      | 2       | 1      | 292 892       | 16,0     | 6,7    |
|  | Socjaldemokratyczna Partia Finlandii | S&D        | 2       |        | 267 603       | 14,6     | 2,3    |
|  | Perussuomalaiset                     | ENF        | 2       |        | 253 176       | 13,8     | 1,0    |
|  | Partia Centrum                       | ALDE       | 2       | 1      | 247 477       | 13,5     | 6,1    |
|  | Sojusz Lewicy                        | GUE/NGL    | 1       |        | 126 063       | 6,9      | 2,4    |
|  | Szwedzka Partia Ludowa               | ALDE       | 1       |        | 115 962       | 6,3      | 0,4    |
|  | Chrześcijańscy Demokraci             | EPP        | 0       |        | 89 204        | 4,9      | 0,4    |
|  | Inni                                 |            | 0       |        | 57 208        | 3,1      |        |
|  | Łącznie                              |            | 13      |        | 1 836 059     | 100.0    |        |

## Źródła
- tulospalvelu.vaalit.fi. [dostęp 2019-06-18]. (fiń.).